# グラーム
グラーム (単数形 アラビア語: غُلاَم ghulām ,

複数形 غِلْمَان ghilmān )
とは、天国にいるという若者の召使、またはオスマン帝国やムガル帝国やペルシア帝国で奴隷兵を意味する言葉である。

## イスラーム神学
コーランによれば、グラームは天国にいる男性の被造物であり、フーリーという女性の同類たちと共に、正しきムスリムに仕えて働くという。この報酬の約束は、コーランに4度繰り返される。

## 歴史
グラームは、アッバース朝のムウタスィム(r. 833–842)の治世に導入された。ムウタスィムは彼らを贔屓し、
親衛隊としての彼らに依存した。「グラーム」は、征服地や辺境地の戦争捕虜として連行された奴隷兵であり、特に中央アジア
のトゥルク系民族やコーカサス人が多かった。彼らは、原住アラブ人の反発を受け、バグダードで836年に「グラーム」に対する
反乱が起こり、ムウタスィムは首都をサーマッラーに遷都せざるを得なかった。「グラーム」は急速に影響力と実力を増し、
ムウタスィムの後の弱い支配者のもとで、彼らはキング・メーカーとなった。彼らは860年代には何度も反乱を起こし4人のカリフを殺害した。
アッバース朝が崩壊すると、グラームたちは全軍に組み入れられた。彼らは通常テュルク系民族出身で、騎兵として戦った。
グラームは、主人の費用によって訓練され教育され、献身的な忠誠によって自由を贖うことが出来た。
グラームは主人により、主人が選んだテュルク系の奴隷女性と結婚するように要求された。

グラームの何人かは、禁欲的な暮らしを送った。家族生活と子孫の欠如は、
グラームが力を持っていた時でもたいてい王朝の創始や独立の宣言に失敗した理由の一つかもしれない。
唯一の例外は、アフガニスタンにあった、サーマーン朝のグラームに起源を持つガズナ朝である。
アッバース朝やファーティマ朝やセルジューク朝の他にも、オスマン朝やサファヴィー朝ペルシアでも、
グラームは奴隷兵として王や将軍に仕えた。グラームは通常トゥルク系の出身で、集団で戦い、高報酬を要求した。

サファヴィー朝のイランのシャーであるアッバース1世(r. 1587 – 1629)は、トゥルク系グラームのエリートを排除し
グルジア人やアルメニア人やチェルケス人en:Circassiansよりなるより忠実なグラーム軍団を作る政策を実行した。
こうしたグラームの中には、アッバース1世のグルジア人将軍en:Allahverdi Khanのように、サファヴィー朝の軍や行政の高位に登るものもいた。

## 文化
グラームは、ペルシア詩に軌跡を残した同性愛サブカルチャーの創造に強く関わっている。
また年代記作者は、彼らの関係と政治的繋がりを説明している。例えば、グラームのFatikは、就寝中にグラームの恋人に殺される前に、短期間ファーティマ朝のアレッポを統治した。またブワイフ朝の王子 Bakhtiyar's
イッズ・ウッダウラがあるグラームを熱愛したことは、彼が王位と生命を失った理由の一つとされている。